# 海外新事情
『海外新事情』（かいがいしんじじょう）は、1983年4月3日から1984年3月25日まで日本テレビ系列局で放送されていた日本テレビ製作の情報番組である。正式名称は『ワールド・レビュー 海外新事情』。放送時間は毎週日曜 22:30 - 22:55 （日本標準時）。
番組は、世界各地で撮影してきたさまざまな取材映像を放送。各国の人々の日本人に対する理解度を探るインタビューコーナーや、各国の美女をピックアップするコーナーも設けていた。キャスターは小林大作が務めていた。